# Roberto Urdaneta
Roberto Urdaneta Arbeláez (Bogotá, 27 de junio de 1890-Bogotá, 20 de agosto de 1972) fue un diplomático, periodista y político colombiano. Fue presidente de Colombia en calidad de designado entre el 5 de noviembre de 1951 y el 13 de junio de 1953. Fue miembro del Partido Conservador Colombiano.   
Fue miembro del Grupo Nacional Colombiano de la Corte Permanente de Arbitraje de La Haya. Catedrático en la Universidad Nacional de Colombia; Ministro de Hacienda, ministro de Gobierno y ministro de guerra, durante los mandatos de los presidentes: Alfonso López Pumarejo, Mariano Ospina Pérez y Laureano Gómez. 
Ocupó la presidencia de Colombia, como designado entre el 5 de noviembre de 1951 hasta el 13 de junio de 1953, en reemplazo del titular Laureano Gómez Castro, quien se retiró del cargo por motivos de salud. Fue sucedido por el gobierno de Gustavo Rojas Pinilla, tras el golpe de Estado de 1953. 
Durante su gobierno el país enfrentó el recrudecimiento de La violencia desmedida de los partidos políticos, a raíz del El Bogotazo en 1948. También, en continuidad con las políticas de Gómez, adhirió la agenda política colombiana a la ONU y la OEA. En el marco de la Guerra Fría, Urdaneta envío apoyo militar en la guerra de Corea.

## Biografía
Roberto Urdaneta Arbeláez nació en La Terraza de San Diego, en Bogotá, el 27 de junio de 1890, en el seno de una familia aristocrática de militares.
Obtuvo la Beca Bartolina del Colegio Mayor de San Bartolomé en 1906, al igual que Laureano Gómez. Estudió Derecho y Ciencias Sociales en la Universidad de Deusto, en Bilbao; y en la Universidad de Salamanca. También estudió Ciencias Políticas en la Universidad Nacional de su natal Bogotá.
Urdaneta trabajó también durante algún tiempo como docente de Derecho Mercantil y Economía Política en la Escuela Nacional de Comercio; dirigió los periódicos de El País y  El Nuevo Tiempo, y colaboró con El Siglo, Diario Nacional, La República y otros periódicos. Publicó también varias obras como El protocolo de Río de Janeiro, Los albaceas fiduciarios, Apuntes sobre economía social y El materialismo contra la dignidad del hombre, entre otras.
En 1912, con 22 años, fue elegido concejal de Bogotá. Luego, en 1913, fue elegido diputado de la Asamblea Departamental de Cundinamarca.

### Carrera diplomática
En 1928 fue enviado por el gobierno del conservador Miguel Abadía Méndez a Cuba, donde participó como emisario de su país en la Conferencia Panamericana de La Habana.

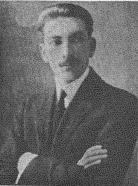
Urdaneta en los años 30.

Fue nombrado canciller por los liberales en el gobierno de Enrique Olaya Herrera y su sucesor el gobierno de Alfonso López Pumarejo, de 1931 a 1934. Como canciller tuvo que enfrentar la ruptura de relaciones diplomáticas con Perú, que derivó en una guerra en la que Colombia perdió algunas de sus posesiones en la selva amazónica. La incursión terminó en 1933, y se selló con el protocolo de Río, en 1934. López lo confirmó en el cargo hasta diciembre de 1934.
A pesar de que fue embajador en Perú, entre 1935 y 1939, no logró que a Colombia se le devolvieran sus territorios. Sin embargo logró recuperar las relaciones entre ambos países. Más adelante también se desempeñó como Embajador en Argentina (1939-1941) y ante las Naciones Unidas (1948-1949).
Ocupó los cargos de Ministro de Gobierno y Ministro de Guerra bajo el gobierno de Mariano Ospina Pérez, y también durante el gobierno de Laureano Gómez.  

### Ministro de Guerra (1950-1951)
Como ministro de Guerra del gobierno de Laureano Gómez tuvo que enfrentar los problemas derivados de los hechos del Bogotazo, los conflictos con los guerrilleros liberales o chusmeros, y el surgimiento de una división cada vez más fuerte entre los liberales y conservadores, en la etapa conocida como La Violencia. También atacó con ferocidad a todo credo que no fuera el católico.  
Así mismo, fortaleció al Ejército Nacional, mejorando su armamento, impulsando la educación en los centros castrenses, y ampliando el Hospital Militar Central, que inauguró en 1952.

## Presidencia (1951-1953)
Gómez había sido elegido para suceder a Ospina Pérez en 1950. Sin embargo, su mal estado de salud lo llevó a solicitar una licencia ante el Congreso en 1951, luego de un viaje por el Río Magdalena. El cuerpo legislativo entonces designó al ministro de guerra, Urdaneta, como designado presidencial, para reemplazar a Gómez durante su incapacidad, pero la licencia se extendió más de lo esperado, por lo que Urdaneta fue proclamado presidente.
De acuerdo con el hijo de Laureano, Enrique Gómez Hurtado, Urdaneta fue seleccionado como designado presidencial, ya que el favorito para ser elegido era el líder radical Gilberto Alzate Avendaño, quien tenía asegurado su nombramiento, pues tenía mayorías en el Congreso, además que era el presidente de la corporación ese año. Gómez hijo se presentó en el Capitolio y coordinó la designación de Urdaneta, en perjuicio de Alzate, a quien Gómez no veía fácil de controlar.
En su discurso de posesión del 5 de noviembre de 1951, Urdaneta afirmó que continuaría con la obra de Gómez, lo cual se dio a cabalidad, además de que hizo pública la enfermedad de Gómez. El encargado de tomar el juramento de Urdaneta era su rival, Alzate como cabeza del Congreso. Por sus problemas auditivos, que se hicieron notorios desde su primer acto de gobierno, se comenzó a llamar a Urdaneta como El Sordo.
A pesar de que dio continuidad al legado de Gómez en casi todos sus puntos, se negó a destituir al agregado militar en Washington Gustavo Rojas Pinilla, a quien Gómez le tenía desconfianza por sospechar que le daría un golpe de Estado, el cual se dio dos años después. Para garantizar la ejecución de la obra de Gómez, Urdaneta confirmó a varios ministro de Laureano, y nombró a otros de la confianza de Laureano.

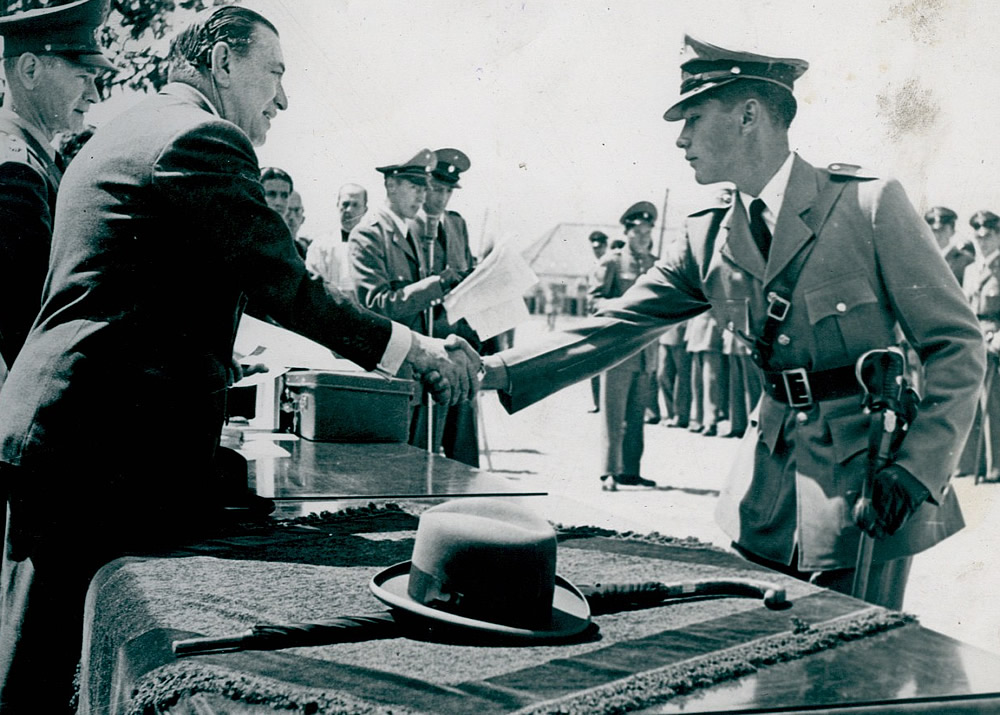
Urdaneta y BG Sanjuan en grado de oficiales de Policía

### Orden público y seguridad

#### Recrudecimiento de La Violencia
Con la experiencia de haber sido ministro de Guerra, Urdaneta destinó importantes ingresos a la modernización de las fuerzas militares, a pesar de que intentó realizar acuerdos de paz con los insurgentes.
Se dedicó a intentar la búsqueda de la paz con los revolucionarios que habían hecho de los Llanos orientales una zona de guerra, a la que se llamaba La Revolución. El Ejército Nacional, bajo sus órdenes realizaba continuas operaciones en un intento de sofocar los brotes rebeldes y someter a las guerrillas liberales. Así mismo se presentaron importantes ataques de las guerrillas liberales como la Toma de Orocué (Casanare) y la emboscada de El Turpial en Puerto López (Meta), entre otros ataques y hechos de violencia.
También intento conciliar a los líderes de los partidos liberal y conservador, que desde el Bogotazo estaba enfrentados, pero sus esfuerzo fueron en vano y no se logró concertación. Sus anhelos de paz se explica en la fraseː

La paz es el supremo bien que todos anhelamos, pero ella debe cimentarse en la justicia social
Roberto Urdaneta

También llegó a decir en una ocasión, estando en el Aeropuerto El Doradoː

"(Es posible la convivencia entre liberales y conservadores) porque son íntimamente diferentes".

La muerte en prisión del bandolero liberal llanero Saúl Fajardo por órdenes expresas y directas de Urdaneta, luego de haber sido condenado a 48 años de prisión, en diciembre de 1952, solo complicó la situación de los Llanos orientales y precipitó el golpe militar, que en últimas tenía la intención de favorecerlo. Al final de su gobierno se calcula que hubo 50.000 personas desplazadas por la violencia.

#### Incendios de 1952
El 6 de septiembre de 1952, fanáticos conservadores incendiaron los diarios El Tiempo, de Eduardo Santos, y El Espectador, de Guillermo Cano, así como las casas de los líderes del partido liberal López Pumarejo y Carlos Lleras Restrepo.
Los hechos ocurrieron como respuesta la asesinato de 6 policías a manos de guerrilleros liberales. El presidente Urdaneta estuvo en las exequias de los oficiales. Asistentes al sepelio, terminada la ceremonia la emprendieron contra los periódicos ya mencionados y otras propiedades de jefes del partido liberal. Las asonadas terminaron en el exilo de López y Lleras Restrepo a México. Los desmanes llevaron a Urdaneta a pronunciarse sobre los hechos el 13 de septiembre, donde se limitó a decir que los responsables se habían dado a la fuga y había sido imposible localizarlos hasta ese momento.
Los incendios en Bogotá, sumados a la muerte violenta del guerrillero liberal Saúl Fajardo el 2 de diciembre del mismo año, demostraron que los desmanes de las fuerzas del estado hasta entonces solo imputadas en regiones distantes sometidas al control militar, podían suceder también en las calles de Bogotá. La repercusión de estos crímenes figura como una de las causas que meses después contribuyeron al derrumbamiento del gobierno de Urdaneta. A raíz de los incendios, la censura de la prensa cayó en el gobierno nacional, dejando de ser regional como se hizo hasta la fecha.

### Economía y sociedad
Recibió en 1952 una visita del Banco Internacional de Reconstrucción y Fomento, miembro del Banco Mundial y por consiguiente de la ONU, y recibió recomendaciones sobre gestión pública. Aplicó medidas intervencionistas, convencido de que eran la solución al problema con el comunismo, con el que estaba obsesionado.
Entregó varias obras como las represas de Sisga y de Neusa, el tramo del ferrocarril del Atlántico hasta el sector de Gamarra, la planta de soda de Cajicá, y continuó con la construcción de los puertos de Buenaventura, Santa Marta y Cartagena. Inició las obras de la siderúrgica Acerías Paz del Río en 1952, en el marco de la Primera Conferencia Latinoamericana del Hierro y del Acero, celebrada en Bogotá. La obra fue desarrollada por su sucesor, Gustavo Rojas Pinilla, quien la inauguraría en 1954. Su gobierno dio impulso a la construcción de viviendas que por medio del Instituto de Crédito Nacional entregó 140.000 viviendas a familias humildes de todo el país.[cita requerida]

### Relaciones exteriores
Durante su breve mandato, Urdaneta reconoció la soberanía de Venezuela sobre el Archipiélago Los Monjes mediante un canje de notas suscrito por su Ministro de Relaciones Exteriores, pariente de su esposa, Juan Uribe Holguín, poniendo fin a la crisis del archipiélago Los Monjes, en un hecho que no estuvo exento de polémica por la presunta negligencia y falta de pericia del diplomático colombiano. La nota fue declarada nula e ilegal en 1992 por el Consejo de Estado
Se adhirió a las políticas propuestas por la ONU y la OEA, y apoyándose en su trayectoria como embajador y canciller creó lazos fuertes en el exterior. Siguió las directrices anticomunistas de la ONU y en materia económica y de planeación de la OEA. Siguiendo esta hoja de ruta, se preocupó por aumentar la inversión extranjera en Colombia, también respaldado por sus años de diplomático. De esta forma logró impulsar la exportación e importación con Italia, Gran Bretaña, Francia, Uruguay y por su puesto los Estados Unidos.
Considerado como un gobierno anticomunista, el de Urdaneta atacó ferozmente al comunismo, que según decía ingresó al país gracias a los liberales que venía directamente patrocinado por la Unión Soviética de Iósif Stalin, quien falleció en marzo de 1953, meses antes de que Urdaneta dejara el poder. Por ese motivo justificó la muerte de Gaitán como parte de un "complot comunista soviético" que estaba interesado en desestabilizar las instituciones democráticas colombianas, por la cercanía del país con Panamá, punto de acceso a los Estados Unidos, por lo que justificó el intervencionismo estadounidense en Colombia, convencido de que la amenaza soviética era real.

#### Guerra de Corea
Bajo su gobierno Colombia participó activamente en la guerra de Corea, en el bando capitalista. Su antecesor Gómez envió un contingente a Corea del Sur, con la intención de apoyar a los Estados Unidos en el conflicto asiático. Urdaneta dio continuidad a la labor militar del Batallón Colombia, con el único objetivo de que se reconociera a Colombia como un país que atacaba el comunismo. Las tropas colombianas estuvieron en Corea del Sur hasta 1954. El saldo fue de 131 soldados muertos en combate, 10 en accidentes, y 2 por causas naturales, 476 fueron heridos, 69 desaparecieron y 30 fueron hechas prisioneros de guerra, para un total de 5.100 soldados enviados al inicio de las confrontaciones.

### Sociedad
Días antes de que Urdaneta asumiera la presidencia, el 25 de octubre de 1951, la Federación Internacional de Fútbol Asociado (FIFA) expulsó a Colombia de su organización, a raíz de un problema con la Asociación del Fútbol Argentino (AFA) por transferencia de jugadores irregularmente. Todo se originó por huelga de jugadores y entrenadores en Argentina en 1949, Colombia los recibió en sus planteles locales. A raíz aquella movilización masiva de miembros del gremio del fútbol hacia Colombia, se vivió en este país una de sus épocas doradas del fútbol. Principalmente Millonarios de Bogotá, que ganó seguidamente las ligas de 1949 hasta 1953 (a excepción de 1950), y vencería al Real Madrid 8-0 en Bogotá (partido al cual asistió Ernesto Che Guevara, quien narro este y el clima de represión durante el gobierno de Urdaneta) y en menor medida por Independiente Santa Fe, Deportivo Cali, Deportes Caldas (Campeón en 1950) entre otros clubes.

### Golpe de Estado de 1953

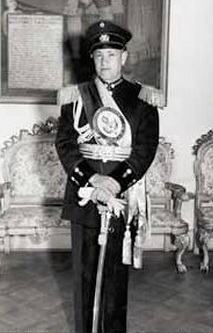
Gustavo Rojas Pinilla como presidente.

El 13 de junio de 1953, el convalenciente Laureano Gómez reapareció en el Palacio de San Carlos de manera sorpresiva, anunciando que retomaba el poder. Ese mismo día anunció la destitución del general Gustavo Rojas Pinilla, temiendo una insurrección. Sin embargo, Rojas se le adelantó y le dio golpe de Estado, apoyado por el sector conservador opuesto a Gómez, liderado por Ospina Pérez. Fue una decisión altamente respaldada, dada la impopularidad de Gómez y sus crecientes quebrantos físicos y mentales.
Puesto que el país se encontraba en medio de un enfrentamiento violento promovido por los elementos radicales de ambos partidos, el líder golpista le ofreció, primero a Ospina Pérez y luego a Urdaneta que continuara en el poder, mostrándoles el respaldo de las fuerzas armadas. Sin embargo tanto Ospina como Urdaneta rechazaron el ofrecimiento, alegando estar en contra de las instituciones democráticas. Particularmente, Urdaneta no quería asumir el poder hasta que Laureano Gómez no renunciara, pues lo consideraba legítimo presidente.

## Pospresidencia
Urdaneta se trasladó a Ginebra junto con su familia durante la dictadura de Rojas, a pesar de que respaldaba al gobierno militar, retirándose de la vida política de forma transitoria. Rojas abandonó el poder en mayo de 1957, luego de que un paro nacional de 10 días lo obligara a salir del poder. 

### Frente Nacional
Con Rojas fuera del poder, la Junta Militar de Gobierno que sucedió a Rojas convocó una Comisión Paritaria de reestructuración de la democracia que conformaron todos los expresidentes vivos a la fecha, desde López hasta el mismo Urdaneta. Fruto de las negociaciones se conformó el sistema del Frente Nacional, se dio voto a la mujer por primera vez en la historia, y se estableció un pacto de alternación entre los partidos tradicionales. Urdaneta se afilió a la candidatura presidencial del conservador Guillermo León Valencia, que luego cedió ante la candidatura bipartidista de Alberto Lleras Camargo, quien ganó la presidencia en 1958. Pese a su apoyo al partido conservador, Urdaneta no regresó a la política, y se retiró de la vida pública, esta vez de manera permanente.

### Muerte
Roberto Urdaneta falleció a las 7 de la mañana del domingo 20 de agosto de 1972, a los 82 años de edad, luego de 15 días de internación en la Clínica Marly de Bogotá, aquejado por problemas respiratorios y coronarios. Fue sepultado en el Cementerio Central de Bogotá al día siguiente, con la presencia del entonces presidente Misael Pastrana, quien estuvo en la clínica visitando a Urdaneta un día antes de su fallecimiento. Tras su muerte, el expresidente Ospina afirmóː

"Con la muerte del doctor Roberto Urdaneta Arbeláez, pierde el país un hombre eminente, y el Partido Conservador, uno de sus jefes y consejeros ilustres..."
Mariano Ospina Pérez

## Vida privada

### Semblante
Urdaneta era un hábil jugador de billar y se preciaba de tener una buena conversación, sin embargo llevaba un audífono en uno de sus oídos por sus problemas auditivos.

### Familia
Roberto Urdaneta Arbeláez era miembro de una ilustre familia de militares criollos involucrados en la independencia de Colombia. 

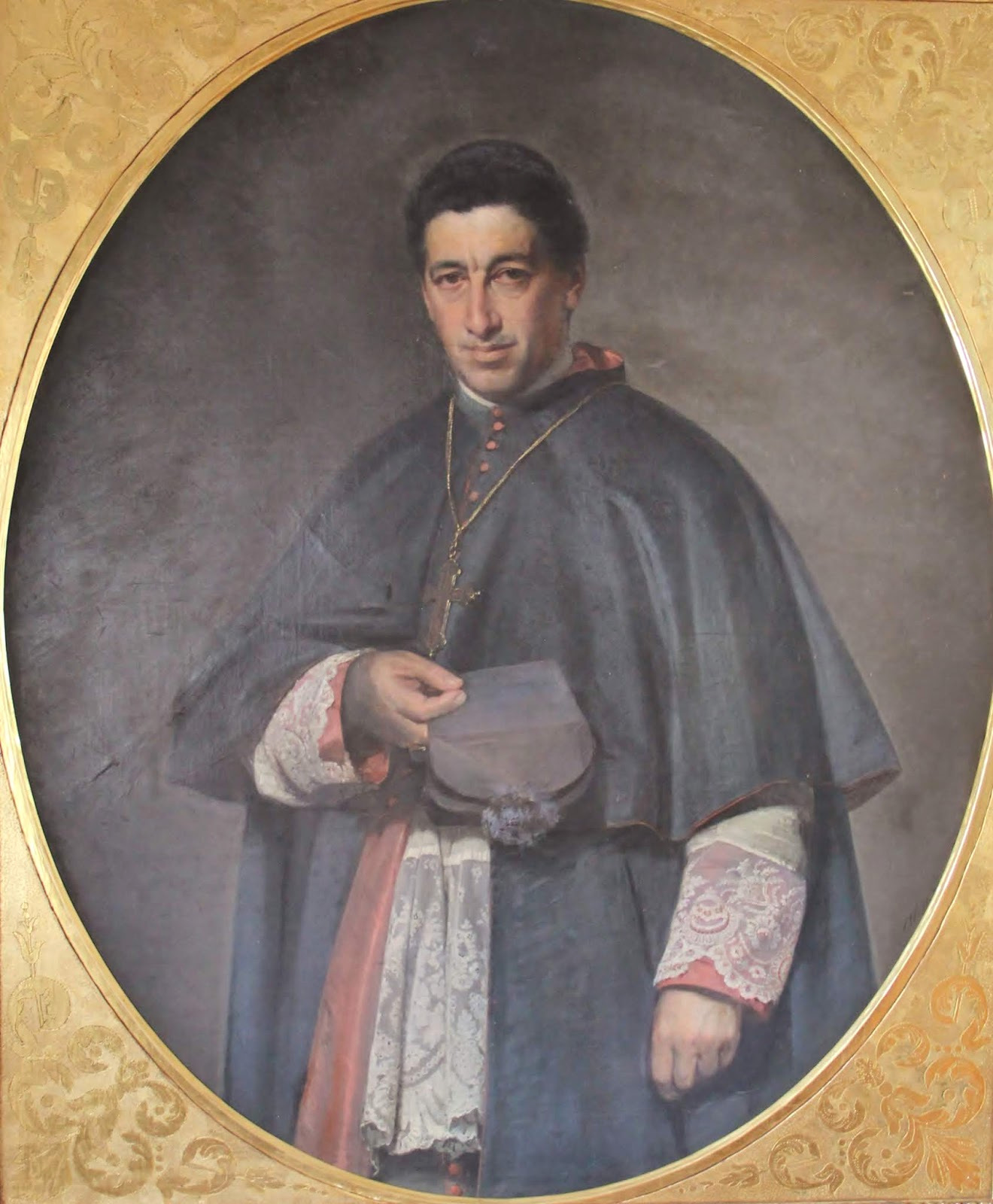
Su tío, el arzobispo de Bogotá Vicente Arbelaéz.

Su padre era el general Roberto Urdaneta Gómez, quien fue Director de la Policía colombiana entre 1898 y 1899, y luego entre 1918 y 1922, quien a su vez era nieto del militar uruguayo Francisco Urdaneta, que participó con su primo Rafael en las guerras de independencia colombiana. Francisco era esposo de Manuela Girardot, la hermana del militar Atanasio Girardot; a su vez, hijo del militar francés Luis Girardot, por tanto bisabuelo de Roberto.
El general Rafael Urdaneta fue cercano a Simón Bolívar que llegó a ser presidente de Colombia y estaba casado con Dolores Vargas, de la familia del también general y presidente Gabriel París. Uno de los hijos del matrimonio Urdaneta París era el ingeniero y arquitecto venezolano Luciano Urdaneta Vargas.  
Por otra parte, su madre era hermana del sacerdote católico Vicente Arbeláez Gómez, arzobispo de Bogotá de 1868 a 1884.  

### Matrimonio y descendencia

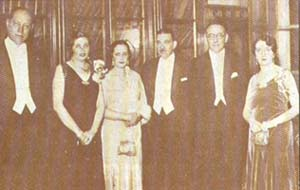
Urdaneta, con el presidente Olaya, López Pumarejo y sus esposas, 1934

Urdaneta se casó con Clemencia Holguín y Caro en la Iglesia de La Esperanza el 3 de junio de 1917, dando origen a un poema del escritor Antonio Gómez Restrepo.
Su matrimonio Clemencia lo emparentó con la prestigiosa familia Holguín. Clemencia era hija del abogado conservador Carlos Holguín y de Margarita Caro Tobar (hermana de Miguel Antonio Caro y nieta de José Eusebio Caro), y sobrina del diplomático Jorge Holguín, todos ellos expresidentes de Colombia (salvo José Caro). Sus cuñados fueron Álvaro Holguín, diplomático y escritor; Hernado Holguín, quien fue canciller de Colombia en el gobierno de Marco Fidel Suárez y Margarita Holguín, pintora.
Roberto se estableció en una mansión en la carrera 7.ª de Bogotá y con su esposa tuvo 7 hijosː Clemencia, Carlos, Enrique, Rafael, María Consuelo y Roberto Urdaneta Holguín. Uno de sus nietos fue el escritor Roberto Urdaneta Gómez, hijo de Carlos Urdaneta.

## Obras
- Albacea fiduciaria
- Apuntes sobre economía social
- El materialismo contra la dignidad del hombre

## Condecoraciones
- Gran Cruz de la Orden de Boyacá
- Orden del Libertador, en Venezuela
- Gran Cruz de la Orden del Mérito, en Chile
- Cruzeiro do Sul, en Brasil
- Gran Cruz del Sol, en Perú
- Gran Cruz de la Orden del Mérito, Haití
- Orden de la Corona, Italia
- Orden de la Legión del Honor, Francia
- Gran Oficial de la Orden de Isabel la Católica, en España.